# Протомах
Протомах (др.-греч. Πρωτόμαχος; V век до н. э.) — афинский военачальник.
В 406 году до н. э. афиняне отстранили стратега-автократора Алкивиада от командования и назначили взамен десять стратегов, в том числе Протомаха. Афинский флот одержал крупную победу при Аргинусах, однако они не смогли предать погребению тела павших. Афиняне, судя по всему, были недовольны результатом кампании и поэтому отстранили от должностей восьмерых афинских стратегов. Шесть стратегов вернулись в Афины, надеясь оправдаться, а двое (Протомах и Аристоген) не вернулись. Дальнейшая судьба Протомаха неизвестна.